# Jinx (League of Legends)
Jinx (nascida como Powder) é uma personagem fictícia da franquia League of Legends, da Riot Games. A personagem foi apresentada como uma campeã jogável para o jogo eletrônico em outubro de 2013, e apareceu em títulos subsequentes, bem como na série de televisão animada Arcane, da Netflix. Ela é uma criminosa maníaca e impulsiva natural de Zaun, bem como a irmã mais nova e arqui-inimiga de Vi.
Jinx se tornou uma das personagens mais populares e icônicas de League of Legends, e sua representação em Arcane recebeu aclamação tanto pelo público quanto pela crítica.

## Conceito e criação
A ilustradora Katie De Sousa postou uma arte conceitual de uma "criminosa armada e balançando tranças", que acabaria sendo Jinx, em um quadro de avisos para ideias em potencial na Riot Games. De Sousa queria criar uma "vilã completamente insana que está além de qualquer tipo de melhora ou reabilitação" para League of Legends. De Sousa também era fã de "Attack Damage Carrys" (ADCs), um termo usado para descrever campeões que causam altos níveis de dano contínuo nas partidas. A personagem recebeu o codinome de "Pyscho Arsenal" e permaneceu como um conceito por meses até que August Browning, procurando fazer um ADC que trocasse de armas, decidiu trabalhar nela com De Sousa. Eles evitaram dar a ela uma "personalidade sexy" e, em vez disso, a retrataram como uma mulher pálida e esbelta que empunhava armas desproporcionalmente grandes para fazê-la se destacar de outras campeãs de League. Os personagens Coringa e Gollum, bem como a atriz Helena Bonham Carter, serviram como principais inspirações para a personagem Jinx.
A história de fundo de Jinx foi escrita pelo romancista Graham McNeill. Para preparar sua estreia, um videoclipe estrelado pela personagem, intitulado "Get Jinxed", foi lançado no canal do YouTube de League of Legends. Jinx se juntaria oficialmente ao League of Legends na atualização de outubro de 2013. A dubladora original, Sarah Anne Williams, forneceu a voz de Jinx para a maioria dos jogos e vídeos em que ela apareceu. A origem da personagem foi posteriormente expandida quando ela foi adaptada por Christian Linke e Alex Yee para a série de televisão animada Arcane. A primeira temporada foi lançada na Netflix em 2021. Ella Purnell dubla Jinx na série, enquanto que Mia Sinclair Jenness dubla uma versão mais jovem da personagem no 1º ato.

## Videoclipes
Jinx foi uma das primeiras campeãs de League of Legends a aparecer em seu próprio vídeo antes de seu lançamento no jogo. O videoclipe animado "Get Jinxed", de Agnete Kjølsrud da banda Djerv, foi lançado em 8 de outubro de 2013. Ele segue as façanhas destrutivas de Jinx em Piltover. O clipe se tornou um sucesso, recebendo mais de 110 milhões de visualizações no YouTube até dezembro de 2021.
A personagem também é o foco principal no videoclipe da canção "Enemy", de Imagine Dragons e JID, que retrata "as partes de sua infância que a levaram a uma vida de crime". "Enemy" foi lançada para promover Arcane, além de ser apresentada como tema de abertura da série. O clipe desta canção possuía mais de 70 milhões de visualizações no YouTube até dezembro de 2021.

## Recepção
Jinx é frequentemente rotulada como um dos campeões mais icônicos de League of Legends, e se tornou uma das personagens mais populares para criações de fanarts e cosplays. A Dot Esports atribuiu a popularidade contínua de Jinx para o videoclipe "Get Jinxed" e seu design "magnético". A PC Gamer a listou como a 23ª personagem mais icônica em jogos para PC, citando-a como a mascote de League of Legends. Jinx foi destaque em vários vídeos para o canal de League of Legends da Riot Games no YouTube, e foi o ponto focal do trailer cinematográfico de lançamento do jogo para celular League of Legends: Wild Rift.
A representação de Jinx em Arcane foi amplamente aclamada por críticos e fãs. As performances vocais de Ella Purnell e Mia Sinclair Jenness como Jinx e Powder jovem, respectivamente, receberam elogios da crítica, com Rafael Motamayor, da IGN, descrevendo a personagem como "convincente[,] o que mantém você envolvido episódio após episódio". Os fãs elogiaram o tratamento sério da série em relação à doença mental de Jinx para torná-la uma personagem mais trágica, em vez de usá-la como uma peculiaridade para a comédia. Semelhanças foram observadas entre a caracterização de Jinx em Arcane e o supervilão da DC Comics, Coringa, especificamente em relação às suas ações no final da temporada.